# Rama del nódulo sinoauricular de la arteria coronaria derecha
La rama del nódulo sinoauricular de la arteria coronaria derecha, es una arteria coronaria que nutre al nódulo sinoauricular, el marcapasos natural central del corazón, y surge desde la arteria coronaria derecha en un 60% por ciento de la población. En un 40% por ciento de los casos, la arteria sino-atrial es una rama de la arteria coronaria circunfleja izquierda.
En menos del 1% por ciento de los humanos, la arteria tiene un origen anómalo directo desde el seno coronario, la aorta descendente, o la arteria distal coronaria derecha. En más del 50% por ciento de los corazones humanos, la arteria transcurre cerca del aspecto superior posterior del septo interatrial.
El origen de la arteria del nódulo sino-atrial no está relacionado con la dominancia de la arteria coronaria, el lado que proporciona la circulación de la sangre a la parte posterior del corazón. En contraste, la rama del nodo atrioventricular, la arteria que lleva la sangre hasta el nodo atrioventricular, depende de la dominancia de la arteria coronaria. 
La arteria sino-atrial izquierda con forma de "S", con origen en la arteria próxima izquierda circumfleja o arteria LCX, ha sido descrita como una variante común en aproximadamente el 10% por ciento de los corazones humanos.
Esta arteria es mayor que una arteria normal y suministra sangre a buena parte del atrio izquierdo (aurícula izquierda), pero también a algunas estructuras del lado derecho, como parte del nódulo sinoauricular (sinoatrial) y a algunas áreas del nodo atrioventricular. En esta variante, la arteria transcurre en el surco entre la vena pulmonar superior izquierda, y el apéndice auricular izquierdo, donde puede ser susceptible de padecer heridas durante un procedimiento de cateterismo o ablación quirúrgica en el atrio izquierdo, especialmente por la fibrilación auricular o la ablación, en una operación de cirugía a corazón abierto.